# Primera División 1903 (Uruguay)
Het seizoen 1903 van de Primera División was het vierde seizoen van de hoogste Uruguayaanse voetbalcompetitie, georganiseerd door The Uruguayan Association Football League. De Primera División was een amateurcompetitie, pas vanaf 1932 werd het een professionele competitie.

## Teams
Er namen zeven ploegen deel aan de Primera División tijdens het seizoen 1903. De zes ploegen die vorig seizoen meededen namen ook dit jaar deel. Nieuw was Montevideo Wanderers FC dat een jaar eerder was opgericht.
| Club                                 | Stad       | Stadion                 | Vorig seizoen |
| ------------------------------------ | ---------- | ----------------------- | ------------- |
| Albion FC                            | Montevideo | Paso Molino             | 5e            |
| Central Uruguay Railway Cricket Club | Montevideo | Field de Villa Peñarol  | 2e            |
| Deutscher FK                         | Montevideo | Gran Parque Central     | 3e            |
| Montevideo Wanderers FC              | Montevideo | Camino Millán           | Nam niet deel |
| Club Nacional de Football            | Montevideo | Gran Parque Central     | 1e            |
| Triunfo FC                           | Montevideo | El Prado                | 6e            |
| Uruguay Athletic Club                | Montevideo | Field de Punta Carretas | 4e            |

## Competitie-opzet
Alle deelnemende clubs speelden tweemaal tegen elkaar (thuis en uit). De ploeg met de meeste punten werd kampioen.
C.U.R.C.C. en Club Nacional de Football domineerden, net als de vorige twee seizoenen, de competitie. De onderlinge duels eindigden allebei in een gelijkspel, de overige wedstrijden wonnen zowel C.U.R.C.C. als Nacional allebei. Niet alle wedstrijden werden daadwerkelijk op het veld gewonnen, zo won Nacional bijvoorbeeld beide duels tegen Deutscher FK middels walk-over.
Omdat beide clubs op een gedeelde eerste plek waren geëindigd moest er een beslissingswedstrijd worden gespeeld om de landstitel. Door de instabiele politieke situatie in Uruguay werd deze wedstrijd uiteindelijk pas in 1904 gespeeld. Nacional won deze wedstrijd met 3–2 en werd voor de tweede maal op rij kampioen.
Deutscher behaalde de derde plaats en nieuwkomer Montevideo Wanderers FC werd vierde. Wanderers boekte de grootste zege in de Primera Divisón tot dan toe, toen ze met 11–1 wonnen van Albion FC. Voor Triunfo FC en Uruguay Athletic Club was dit het laatste seizoen in de Primera División.

### Kwalificatie voor internationale toernooien
Sinds 1900 werd de Copa de Competencia Chevallier Boutell (ook wel bekend als de Tie Cup) gespeeld tussen Uruguayaanse en Argentijnse clubs. De winnaar van de Copa Competencia kwalificeerde zich als Uruguayaanse deelnemer voor dit toernooi. Dit maakt de Copa Competencia de eerste zogeheten Copa de la Liga van de Uruguay. De Copa Competencia maakte geen deel uit van de Primera División.

### Eindstand
|    | Club                      | Sp. | W  | G | V | Pnt. | DV | DT | DS  |
| -- | ------------------------- | --- | -- | - | - | ---- | -- | -- | --- |
| 1. | C.U.R.C.C.                | 12  | 10 | 2 | 0 | 22   | 52 | 3  | +49 |
| 2. | Club Nacional de Football | 12  | 10 | 2 | 0 | 22   | 24 | 1  | +23 |
| 3. | Deutscher FK              | 12  | 4  | 2 | 6 | 10   | 18 | 17 | +1  |
| 4. | Montevideo Wanderers FC   | 11  | 4  | 1 | 6 | 9    | 20 | 24 | –9  |
| 5. | Albion FC                 | 12  | 2  | 3 | 7 | 7    | 14 | 37 | –23 |
| 6. | Triunfo FC                | 11  | 2  | 3 | 6 | 7    | 9  | 33 | –24 |
| 7. | Uruguay Athletic Club     | 12  | 2  | 1 | 9 | 5    | 6  | 28 | –22 |

### Legenda
| Kleur | Kwalificatie voor                                                       |
| ----- | ----------------------------------------------------------------------- |
|       | Tie Cup 1903 (winnaar Copa Competencia) + Beslissingswedstrijd om titel |
|       | Beslissingswedstrijd om titel                                           |

### Beslissingswedstrijd
|                  |                           |                 |                |                                             |
| 28 augustus 1904 | Club Nacional de Football | 3 - 2           | C.U.R.C.C.     | Paso Molino, Montevideo Toeschouwers: 6.000 |
| 28 augustus 1904 | B. Céspedes C. Céspedes   | Verslag (IFFHS) | Camacho Mañana | Paso Molino, Montevideo Toeschouwers: 6.000 |

| Winnaar Primera División 1903      |
| ---------------------------------- |
| Club Nacional de Football 2e titel |

#### Topscorer
Juan Pena van C.U.R.C.C. werd net als in 1901 topscorer. Hij maakte zestien doelpunten.
| №  | Speler    | Club(s)    | Goals |
| -- | --------- | ---------- | ----- |
| 1. | Juan Pena | C.U.R.C.C. | 16    |

1900 · 1901 · 1902 · 1903 · 1904 · 1905 · 1906 · 1907 · 1908 · 1909 · 1910 · 1911 · 1912 · 1913 · 1914 · 1915 · 1916 · 1917 · 1918 · 1919 · 1920 · 1921 · 1922 · 1923 · 1924 · 1925 · 1926 · 1927 · 1928 · 1929 · 1930 · 1931 · 1932 · 1933 · 1934 · 1935 · 1936 · 1937 · 1938 · 1939 · 1940 · 1941 · 1942 · 1943 · 1944 · 1945 · 1946 · 1947 · 1948 · 1949 · 1950 · 1951 · 1952 · 1953 · 1954 · 1955 · 1956 · 1957 · 1958 · 1959 · 1960 · 1961 · 1962 · 1963 · 1964 · 1965 · 1966 · 1967 · 1968 · 1969 · 1970 · 1971 · 1972 · 1973 · 1974 · 1975 · 1976 · 1977 · 1978 · 1979 · 1980 · 1981 · 1982 · 1983 · 1984 · 1985 · 1986 · 1987 · 1988 · 1989 · 1990 · 1991 · 1992 · 1993 · 1994 · 1995 · 1996 · 1997 · 1998 · 1999 · 2000 · 2001 · 2002 · 2003 ·  2004 · 2005 · 2005/06 · 2006/07 · 2007/08 · 2008/09 · 2009/10 · 2010/11 ·  2011/12 · 2012/13 · 2013/14 · 2014/15 · 2015/16 · 2016 · 2017 · 2018 · 2019 · 2020 · 2021 · 2022 · 2023